# 父岛列岛
父岛列岛（日语：父島列島，ちちじまれっとう）是日本所属小笠原群岛中的一组岛屿，包含父岛、兄島、弟岛以及附属小岛。除父岛有2000人居住外，其余岛屿均为无人岛。

## 岛屿列表
- 父岛，23.80平方公里
- 兄岛
- 弟岛
- 孙岛（弟島以北）
- 西岛（兄岛以西）
- 東島（父島以東）
- 南島（父島西南方）